# جمعية ساو تومي وبرينسيب الكشفية
جمعية ساو تومي وبرينسيب الكشفية هي المنظمة الكشفية الوطنية في ساو تومي وبرينسيب. تأسست المنظمة في عام 1993 ولا تنتمي حتى الآن إلى المنظمة العالمية للحركة الكشفية، وتندرج ضمن «دولة عضو محتمل» من قبل المنظمة الكشفية العالمية. وهي عضو في كشافة المجتمع الناطقة بالبرتغالية . في عام 1995، كان للمنظمة 421 عضوا.
تم انضمام المرشدات للرابطة في عام 1991 ولكن لم تظهر أية معلومات حديثة لتكون متوفرة.
وقد أصدرت ساو تومي وبرينسيب طوابع بريدية بزخارف الكشافة، ولكن من الواضخ انها ليس متصلة لمنظمة معينة.